# شینشیانگ
شینشیانگ (به لاتین: Xinxiang) یک Prefecture-level city در جمهوری خلق چین است که در Henan واقع شده‌است.

## خصوصیات
شینشیانگ ۸٬۶۲۹ کیلومترمربع مساحت و ۵٬۷۰۷٬۸۰۱ نفر جمعیت دارد.

## خواهرخوانده
شهر Itajaí خواهرخواندهٔ شینشیانگ هست.